# (72584) 2001 FO1
(72584) 2001 FO1 – planetoida z pasa głównego asteroid okrążająca Słońce w ciągu 5,13 lat w średniej odległości 2,97 j.a. Odkryta 19 marca 2001 roku.